# Halowe Mistrzostwa Świata w Lekkoatletyce 1989 – bieg na 60 m przez płotki mężczyzn

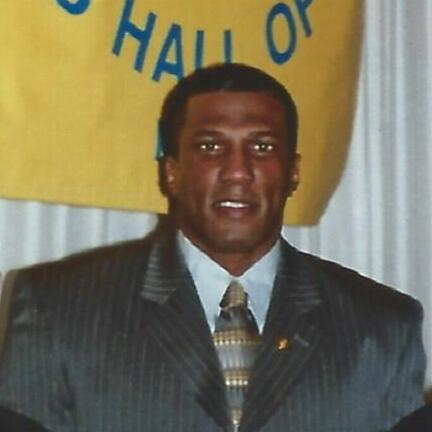
Roger Kingdom

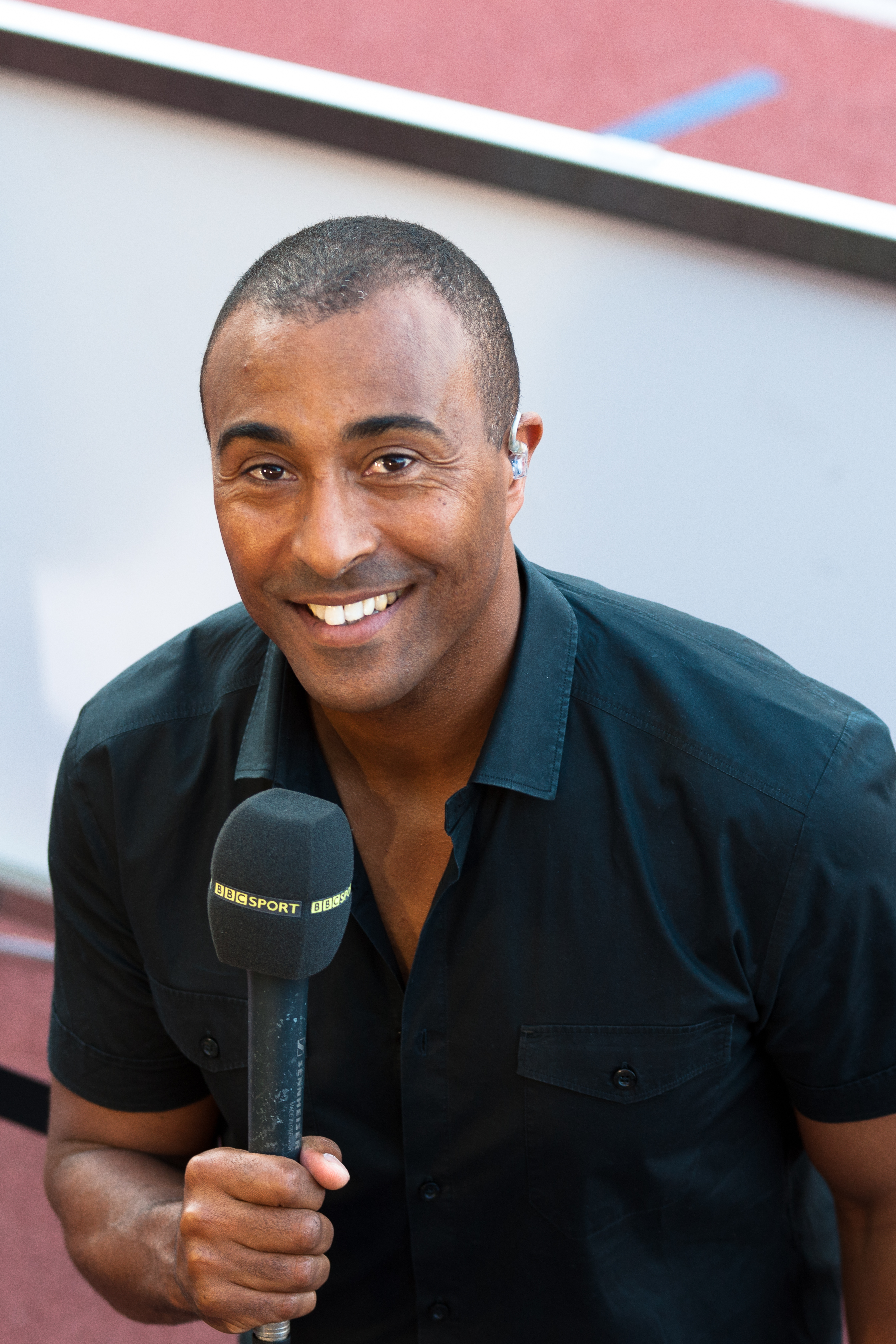
Colin Jackson

Bieg na 60 metrów przez płotki mężczyzn – jedna z konkurencji biegowych rozgrywanych podczas halowych mistrzostw świata w  hali Sport Csárnok w Budapeszcie. Eliminacje, półfinały i bieg finałowy zostały rozegrane 3 marca 1989. Zwyciężył reprezentant Stanów Zjednoczonych Roger Kingdom, który w finale ustanowił rekord mistrzostw z czasem 7,43 s.  Tytułu zdobytego dwa lata wcześniej w Indianapolis nie obronił Tonie Campbell ze Stanów Zjednoczonych, który tym raz\em zajął 6. miejsce w finale.

## Rezultaty

### Eliminacje
Rozegrano 5 biegów eliminacyjnych, do których przystąpiło 24 biegaczy. Awans do półfinałów wywalczyli wywalczyli zawodnicy, którzy zajęli dwa pierwsze miejsca w swoim biegu eliminacyjnym (Q) oraz dwóch zawodników z najlepszymi czasami wśród przegranych (q).
Opracowano na podstawie materiału źródłowego.

#### Bieg 1
| Miejsce | Zawodnik         | Czas | Uwagi |
| ------- | ---------------- | ---- | ----- |
| 1       | Colin Jackson    | 7,57 | Q     |
| 2       | Emilio Valle     | 7,68 | Q     |
| 3       | Tomasz Nagórka   | 7,77 | q     |
| 4       | Harri Rouhiainen | 7,99 |       |
| 5       | Lajos Sárközi    | 8,13 |       |

#### Bieg 2
| Miejsce | Zawodnik           | Czas | Uwagi |
| ------- | ------------------ | ---- | ----- |
| 1       | Igors Kazanovs     | 7,72 | Q     |
| 2       | Gheorghe Boroi     | 7,82 | Q     |
| 3       | Javier Moracho     | 7,94 |       |
| 4       | Noureddine Tadjine | 8,14 |       |

#### Bieg 3
| Miejsce | Zawodnik       | Czas | Uwagi |
| ------- | -------------- | ---- | ----- |
| 1       | Holger Pohland | 7,80 | Q     |
| 2       | Carlos Sala    | 7,83 | Q     |
| 3       | Liviu Giurgian | 7,84 |       |
| 4       | Ulf Söderman   | 7,98 |       |
| 5       | Kai Kyllönen   | 8,06 |       |

#### Bieg 4
| Miejsce | Zawodnik          | Czas | Uwagi |
| ------- | ----------------- | ---- | ----- |
| 1       | Roger Kingdom     | 7,63 | Q     |
| 2       | Jiří Hudec        | 7,70 | Q     |
| 3       | Herwig Röttl      | 7,78 | q     |
| 4       | Rafał Cieśla      | 7,84 |       |
| –       | Reinaldo Quintero | DNF  |       |

#### Bieg 5
| Miejsce | Zawodnik         | Czas  | Uwagi |
| ------- | ---------------- | ----- | ----- |
| 1       | Aleksandr Markin | 7,75  | Q     |
| 2       | Tonie Campbell   | 7,78  | Q     |
| 3       | György Bakos     | 7,85  |       |
| 4       | Joilto Bonfim    | 7,98  | [ 1 ] |
| 5       | Alain Cuypers    | 11,98 |       |

### Półfinały
Rozegrano 2 biegi półfinałowe, w których wystartowało 12 biegaczy. Awans do finału dawało zajęcie jednego z trzech pierwszych miejsc w swoim biegu (Q).
Opracowano na podstawie materiału źródłowego.

#### Bieg 1
| Miejsce | Zawodnik         | Czas | Uwagi |
| ------- | ---------------- | ---- | ----- |
| 1       | Roger Kingdom    | 7,50 | Q,    |
| 2       | Emilio Valle     | 7,63 | Q     |
| 3       | Holger Pohland   | 7,66 | Q     |
| 4       | Gheorghe Boroi   | 7,75 |       |
| 5       | Aleksandr Markin | 7,75 |       |
| 6       | Tomasz Nagórka   | 7,77 |       |

#### Bieg 2
| Miejsce | Zawodnik       | Czas | Uwagi |
| ------- | -------------- | ---- | ----- |
| 1       | Colin Jackson  | 7,55 | Q     |
| 2       | Igors Kazanovs | 7,65 | Q     |
| 3       | Tonie Campbell | 7,74 | Q     |
| 4       | Carlos Sala    | 7,80 |       |
| 5       | Jiří Hudec     | 7,82 |       |
| 6       | Herwig Röttl   | 8,07 |       |

### Finał
Opracowano na podstawie materiału źródłowego.
| Miejsce | Zawodnik       | Czas | Uwagi |
| ------- | -------------- | ---- | ----- |
| 1       | Roger Kingdom  | 7,43 | [ 5 ] |
| 2       | Colin Jackson  | 7,45 |       |
| 3       | Igors Kazanovs | 7,59 |       |
| 4       | Holger Pohland | 7,70 |       |
| 5       | Emilio Valle   | 7,71 |       |
| 6       | Tonie Campbell | 7,86 |       |